# Modellpojkar
Modellpojkar  ist eine Schwedische Fernsehserie, die vom Sender SVT ausgestrahlt wird.
Die Serie zeigt das Leben und die Gefühle der schwedischen Model-Boys auf ihrer Reise durch Modemetropolen, Castings, Modejobs und heruntergekommene Hotelzimmer.
Im Jahr 2013 gewann die Serie den TV-Preis Kristallen 2013 für das Reality-Programm des Jahres während der Live-Übertragung auf SVT.